# 9. domobranski pehotni polk (Avstro-Ogrska)
Za druge 9. polke glejte 9. polk.
9. domobranski pehotni polk (izvirno nemško k.k. Landwehr Infanterie Regiment Nr. 9; dobesedno slovensko: Cesarsko-kraljevi deželnobrambovski pehotni polk št. 9) je bil pehotni polk avstro-ogrskega Domobranstva.

## Zgodovina
Polk je bil ustanovljen leta 1889. 

### Prva svetovna vojna
Polkovna narodnostna sestava leta 1914 je bila sledeča: 86% Nemcev in 14% drugih.
Naborni okraj polka je bil v Leitmeritzu in Komotauu, pri čemer so bile polkovne enote garnizirane v Leitmeritzu.

## Poveljniki polka
- 1898: Karl Walassaty von Vlastidol[2]
- 1914: Josef Reyl-Hanisch von Greiffenthal[1]